# Подол (район Чернигова)
Подол (укр. Поділ) — исторически сложившаяся местность (район) Чернигова, расположена на территории Новозаводского административного района.

## История
Подол расположен у подножья Детинца, Третьяка и Елецкой горы. Его площадь точно не установлена (не меньше 50 га). Как свидетельствуют археологические исследования, часть Подола, что примыкала к подножью Детинца и берега реки Стрижень, уже в 10 веке была укреплена валом и рвом, которые защищали не только Подол, но и пристань в устье реки Стрижень. В южной части посада, на юг от Подола, на противоположном берегу реки исследованы остатки производственного центра 11-12 веков, где изготовлялся кирпич-плинфа. После того, как было изменено русло реки Стрижень, здесь возникла Старостриженская улица, ныне застроена усадебными домами.

## Территория
Подол расположен вдоль южной и юго-западной частей города, у подножья правобережной террасы реки Десны, в урочищах Лесковица и Кавказ. Охватывает территорию южнее Детинца, Окольного града, Третьяка, Елецкой Горы, грунтового могильника, Болдиной Горы, Троицко-Ильинского монастыря.

### Улицы
Старостриженская, Тихая, Тихий переулок .

## Транспорт
Общественный транспорт проходит по улице Александра Довженко (Толстого). 